# Ghiacciaio Singer
Il ghiacciaio Singer (in inglese Singer Glacier) è un ghiacciaio situato sulla costa di Walgreen, nella parte orientale della Terra di Marie Byrd, in Antartide. Il ghiacciaio, il cui punto più alto si trova a circa 500 m s.l.m., fluisce in direzione est-nord-est a partire dal lato orientale della penisola Martin, scorrendo tra il promontorio Slichter, a nord, e il promontorio Smythe, a sud, fino ad andare ad alimentare la piattaforma glaciale Dotson.

## Storia
Il ghiacciaio Singer è stato mappato dallo United States Geological Survey grazie a ricognizioni terrestri dello stesso USGS e a fotografie aeree scattate dalla marina militare statunitense (USN) nel periodo 1959-1967; esso è stato poi così battezzato nel 1977 dal Comitato consultivo dei nomi antartici in onore di Howard Singer, geofisico dell'Università della California di Los Angeles e membro della squadra del Programma Antartico degli Stati Uniti d'America che passò l'inverno alla base Amundsen-Scott nel 1973.